# Tipulodina jigongshana
Tipulodina jigongshana är en tvåvingeart som beskrevs av Yang 1999. Tipulodina jigongshana ingår i släktet Tipulodina och familjen storharkrankar. Inga underarter finns listade i Catalogue of Life.